# Herbert Knauer

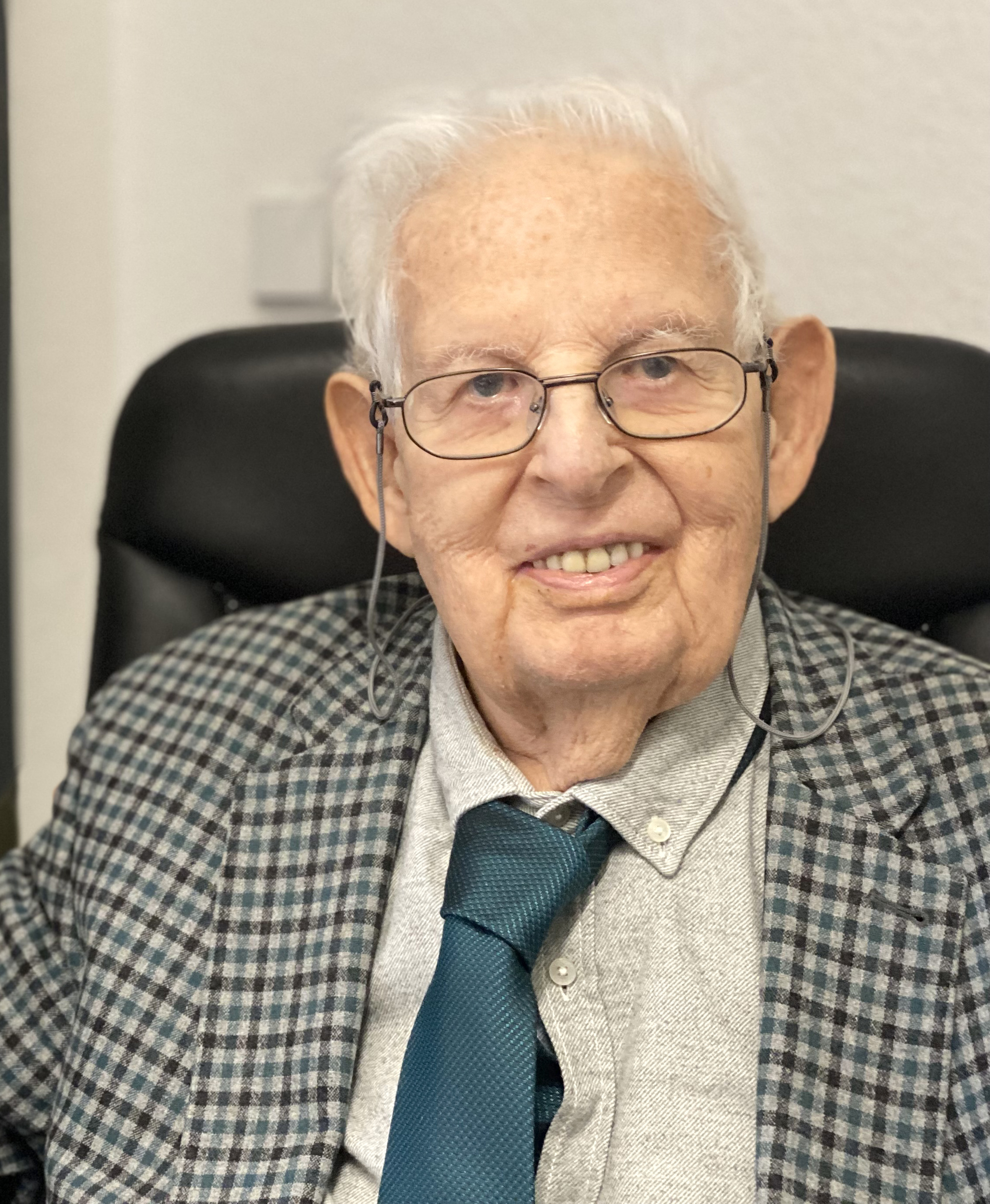
Herbert Knauer, 2022

Herbert Knauer (* 12. September 1931 in Berlin-Karlshorst; † 18. Januar 2024 in Berlin) war ein deutscher Chemiker, Ingenieur und mittelständischer Unternehmer.

## Leben
Herbert Knauer wuchs mit seinem Bruder Peter in einer Beamtenfamilie auf. Sein Vater Otto Knauer war Landgerichtsrat, seine Mutter Lucie Knauer Hausfrau. Nach dem mit 17 Jahren am Kant-Gymnasium in Berlin-Karlshorst abgelegten Abitur studierte Knauer zunächst einige Semester Betriebswirtschaft an der Technischen Universität Berlin, wechselte dann in die Fachrichtung Chemie und wurde im Institut für Anorganische Chemie der TU Berlin 1958 bei Gerhart Jander mit einer Arbeit zum Thema: Ionenreaktionen in absolutem Diäthyläther als Lösungsmittel zum Dr.-Ing. promoviert. Bis 1963 arbeitete er dort als Wissenschaftlicher Assistent im anorganisch-chemischen Praktikum.
1962 heiratete er Roswitha Asprion (* 1937) aus dem schwäbischen Horb am Neckar. Das Ehepaar hat vier Kinder. Seine letzte Ruhestätte fand Herbert Knauer auf dem Friedhof Zehlendorf.

## Unternehmerische Tätigkeit
1962 gründete das Ehepaar Knauer die Firma Wissenschaftliche Gerätebau Dr. Ing. Herbert Knauer GmbH in Berlin-Schmargendorf. Zunächst wurden Dampfdruck-Osmometer für die Bereiche Medizin und Chemie hergestellt. Die Besonderheit der produzierten Geräte bestand darin, dass sich Temperaturdifferenzen von 1/1000 Grad Celsius präzise messen ließen. 1974 wurde die Produktion schließlich auf die Entwicklung von Systemmodulen für die HPLC einschließlich der erforderlichen Trennsäulen ausgedehnt. Die Produktion wurde nun in dem neu errichteten Fertigungsgebäude in Berlin-Zehlendorf fortgeführt. Die einzelnen analytischen Module wie beispielsweise Pumpen, Detektoren und Säulenöfen entsprachen den hohen Anforderungen sowohl der Forschung als auch der Routineanalytik. Dadurch setzte sich die Firma gegenüber internationaler Konkurrenz durch und erschloss sich auch Märkte im Ausland.
Knauers Tochter Alexandra Knauer ist seit 2000 die Alleineigentümerin des Unternehmens. Sie führte das Unternehmen seit 2007 bis zum 30. Juni 2014 zusammen mit Alexander Bünz. Nach dem Ausscheiden von Alexander Bünz aus dem Unternehmen war Alexandra Knauer alleinige Geschäftsführerin. Am 1. April 2021 wurde Carsten Losch, der seit 2011 im Unternehmen tätig ist, als Co-Geschäftsführer berufen. Alexandra Knauer übernahm damit den Vorsitz der Geschäftsführung. Seit 2008 führte das Unternehmen eine HPLC-Linie für ultraschnelle Chromatographie am Markt ein. 2009 folgte eine HPLC mit hochdruckstabilen Glassäulen für die Biochromatographie. 2012 brachte das Unternehmen eine präparative HPLC-Linie in kompakter Bauform auf den Markt. Im selben Jahr wurde das Unternehmen im Rahmen des Wettbewerbs TOP 100 zum zweitinnovativsten deutschen Unternehmen in der Größenklasse 51 bis 250 Mitarbeiter ausgezeichnet. 2013 folgte die Auszeichnung mit dem Innovationspreis Berlin-Brandenburg. Das Unternehmen beschäftigte 2012 weit über 100 Mitarbeiter und exportiert mit einer Umsatzquote von ca. 70 % in 60 Länder.
Herbert Knauer war Mitglied der Gesellschaft Deutscher Chemiker. Er starb im Januar 2024 im Alter von 92 Jahren.

## Auszeichnungen
- 1970, 1983: Leipziger Messe – drei Goldmedaillen
- 1985: Innovationspreis des Berliner Senators für Wirtschaft und Arbeit[5]
- 1997: Goldenes Bezirksabzeichen Zehlendorf
- 1997: Medizin-Messe in Havanna – Goldmedaille für „Chance“ HPLC-System der Geräteserie WellChrom[6]
- 2013: Innovationspreis Berlin-Brandenburg für das HPLC-System  Contichrom[7]

## Schriften
- Ionenreaktionen in absolutem Diäthyläther als Lösungsmittel. Berlin 1958; DNB 480743533.
- Practical aspects of modern high performance liquid chromatography: Proceedings, 7.–8. Dezember 1981, Berlin (West); Wiederabdruck in: Hrsg.: Imre Molnar. De Gruyter Verlag, Berlin / New York 1983, ISBN 3-11-008892-4.